# 2972 Niilo
2972 Niilo је астероид главног астероидног појаса са средњом удаљеношћу од Сунца која износи 2,151 астрономских јединица (АЈ).
Апсолутна магнитуда астероида је 13,9.